# Динамо-БГУФК (женский футбольный клуб)
«Динамо-БГУФК» (бел. «Дынама - Белару́скі дзяржа́ўны ўніверсітэ́т фізічнай культуры», рус. «Динамо - Белорусский государственный университет физической культуры») — белорусский женский футбольный клуб из Минска, аффилиат футбольного клуба «Динамо». Основан в 2020 году. Выступает в высшей лиге чемпионата Беларуси среди женщин.

## Достижения
Чемпионат Беларуси
- Чемпион (4): 2020, 2021, 2022, 2023

Кубок Беларуси
- Обладатель (4): 2020, 2021, 2022, 2023

Суперкубок Беларуси
- Обладатель (3): 2021, 2022, 2023

## Текущий состав
| №             | Игрок               | Страна  | Дата рождения             |
| Вратари       | Вратари             | Вратари | Вратари                   |
| ------------- | ------------------- | ------- | ------------------------- |
| 12            | Екатерина Ковальчук |         | 20 декабря 1990 (34 года) |
| 90            | София Метельская    |         | 25 октября 2006 (18 лет)  |
| 91            | Анна Залетова       |         | 21 мая 2004 (21 год)      |
| Защитники     |                     |         |                           |
| 4             | Алина Черленок      |         | 20 ноября 2005 (19 лет)   |
| 6             | Рената Калиновская  |         | 2 августа 2006 (18 лет)   |
| 10            | Александра Тарадуда |         | 6 августа 2006 (18 лет)   |
| 33            | Арина Ситникова     |         | 6 ноября 2001 (23 года)   |
| 94            | Юлия Слесарчик      |         | 25 августа 1994 (30 лет)  |
|               | Дарья Горшкова      |         | 5 мая 2006 (19 лет)       |
| Полузащитники |                     |         |                           |
| 5             | Анна Сас            |         | 6 октября 2003 (21 год)   |
| 7             | Яна Артишевская     |         | 16 августа 2001 (23 года) |
| 8             | Ольга Капыша        |         | 25 марта 2003 (22 года)   |
| 9             | Татьяна Петрусевич  |         | 1 июня 1994 (31 год)      |
| 15            | Анастасия Шуппо     |         | 15 ноября 1997 (27 лет)   |
| 17            | Манюкова Дарья      |         | 1 ноября 1998 (26 лет)    |
| 18            | Лия Тихомирова      |         | 26 июня 2005 (20 лет)     |
| 20            | Анастасия Ковалёва  |         | 15 января 2007 (18 лет)   |
| 21            | Зарина Капустина    |         | 15 ноября 1998 (26 лет)   |
| 22            | Анна Пилипенко      |         | 25 декабря 1988 (36 лет)  |
| 31            | Анастасия Магер     |         | 31 января 2006 (19 лет)   |
| 49            | Алина Хорощак       |         | 16 апреля 2005 (20 лет)   |
| Нападающие    |                     |         |                           |
|               | Анна Синявская      |         | 15 января 2006 (19 лет)   |
|               | Елена Реброва       |         | 27 июня 2007 (18 лет)     |

### Тренерский штаб
- Юрий Малеев — главный тренер
- Руслан Комейша — старший тренер
- Александр Скакалин — тренер по вратарям
- Сергей Цыкало — тренер по научно-методической работе
- Александр Шимкевич — тренер по общей физической подготовке

## Результаты выступлений по годам
| Сезон | Чемпионат | Чемпионат | Чемпионат | Чемпионат | Чемпионат | Чемпионат | Чемпионат | Чемпионат | Чемпионат | Кубок      | Суперкубок | Еврокубки | Источники |
| Сезон | Дивизион  | Место     | И         | В         | Н         | П         | МЗ        | МП        | О         | Кубок      | Суперкубок | Еврокубки | Источники |
| ----- | --------- | --------- | --------- | --------- | --------- | --------- | --------- | --------- | --------- | ---------- | ---------- | --------- | --------- |
| 2020  | высшая    | 1         | 21        | 20        | 1         | 0         | 119       | 4         | 61        | Обладатель | —          | —         | [ 2 ]     |
| 2021  | высшая    | 1         | 27        | 27        | 0         | 0         | 200       | 4         | 81        | Обладатель | Обладатель | —         | [ 3 ]     |
| 2022  | высшая    | 1         | 27        | 25        | 2         | 0         | 172       | 5         | 77        | Обладатель | Обладатель | —         | [ 4 ]     |
| 2023  | высшая    | 1         | 30        | 30        | 0         | 0         | 225       | 1         | 90        | Обладатель | Обладатель | —         | [ 5 ]     |

## Бомбардиры
сезон 2020
- Салимата Симпоре[бел.] — 19
- Карина Ольховик — 18
- Анастасия Шуппо — 15

сезон 2021
- Карина Ольховик — 33
- Анна Пилипенко — 25
- Виктория Валюк — 24

сезон 2022
- Дарья Стежко — 28
- Виктория Валюк — 28
- Анна Пилипенко — 21

сезон 2023
- Анастасия Шуппо — 29
- Анна Пилипенко — 25
- Анастасия Шлапакова — 22